# Nicola Logroscino
Nicola Bonifacio Logroscino (22. oktober 1698 i Bitonto ved Bari—1764) var en italiensk operakomponist.
Logroscino har særlig betydning som en af de første specialister i opera buffa (over 25 operaer) og var som sådan i en række år meget yndet i Napoli. Senere tabte han sin popularitet i byen, hvorfor han i 1747 rejste til Palermo, hvor han virkede ved konservatoriet, men vendte måske til sidst tilbage til Napoli.